# Navya

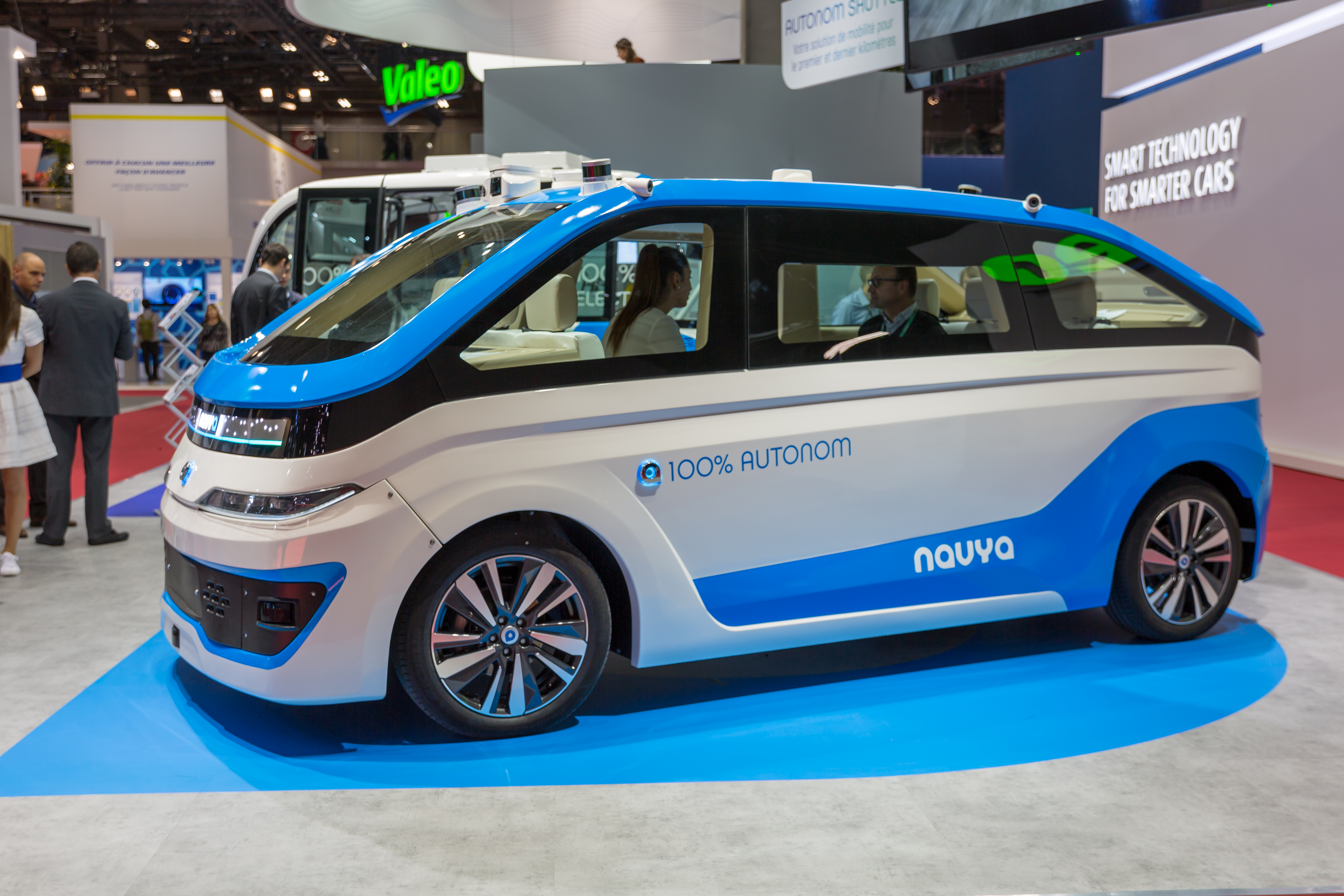
Autonom Cab, de autonome taxi van Navya.

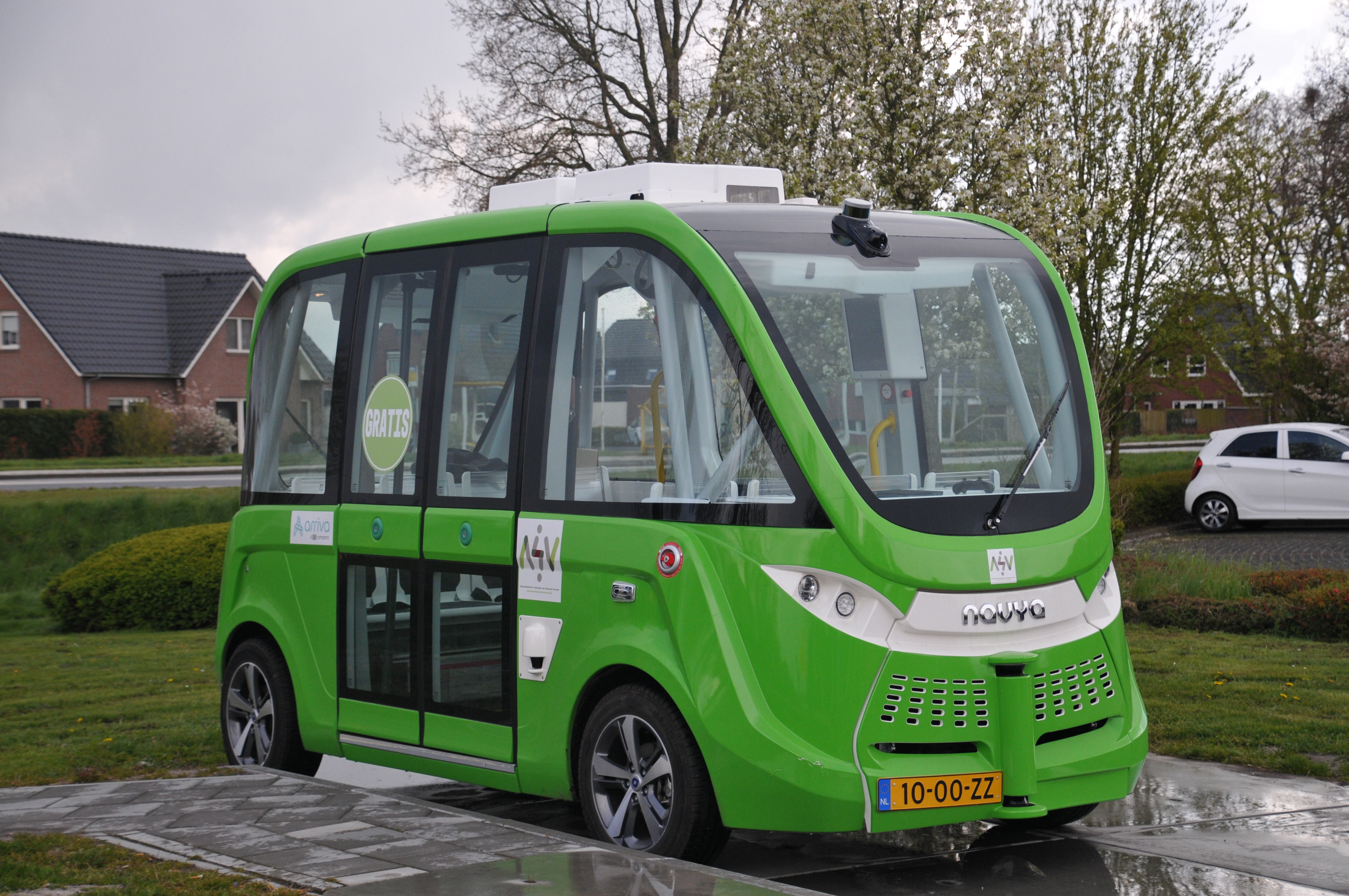
De shuttlebus Navya Arma bij de bushalte Molenstraat te Scheemda voor het vervoer naar het Ommelander Ziekenhuis Groningen te Scheemda

Navya is een Frans bedrijf, gevestigd in Villeurbanne, dat gespecialiseerd is in het bouwen van zelfsturende elektrische voertuigen.
In 2014 presenteerde het bedrijf zijn  shuttlebus genaamd Arma op de Consumer Electronics Show, die in 2015 getest werd op het terrein van de kerncentrale van Civaux.
In 2018 werd de autonome taxi Autonom Cab gepresenteerd op de Mondial de l'Automobile.

## Gebruik in Nederland
Wie naar het Ommelander Ziekenhuis Groningen in Scheemda gaat, kon tussen augustus 2018 en december 2019 gebruik maken van het zelfrijdende busje tussen de hoofdingang en de dichtstbijzijnde bushalte Molenstraat. Aan deze proef nam onder andere Arriva als vervoerder deel. In 2020 werd Qbuzz halte verplaatst tot op het ziekenhuisterrein en werd de proef met het Navya busje gestaakt.
In 2019 startte een proef met een Navya busje in Den Haag tussen bushalte Leyenburg en het Hagaziekenhuis. De proef was een initiatief van HTM, Rebel en Future Mobility Network onder de naam HagaShuttle. Deze proef werd geplaagd door tegenslagen. Door de coronacrisis en het daarop sluiten van de grenzen kwam het voertuig niet volgens planning in Nederland. Eenmaal in Nederland kon door een gebrek aan personeel die als steward op het busje een oogje in het zeil moesten houden de bus niet rijden en de speciale weg die de shuttlebus tussen de halte en het ziekenhuis moest afleggen werd versperd door de nieuwbouw rondom het ziekenhuis. HagaShuttle stelde een andere route voor, maar de RDW weigerde een vergunning daarvoor te verlenen, waarna Hagashuttle het project staakte.
In 2019 vond er een proef plaats met een dergelijke Navya in de gemeente Drimmelen. Rond Jachthaven Drimmelen reed in de zomermaanden gedurende tien weken een zelfrijdende shuttlebus in samenwerking met BUas en TU Delft.

## Gebruik in België
In 2019 startte het bedrijf Flibco.com in samenwerking met Voyages Léonard een Navya shuttlebus proef op Brussels South Charleroi Airport.